# Beewize
Beewize S.p.A. è una società italiana di marketing digitale e tecnologia, presente dal 2000 alla Borsa Italiana dove è quotata nell'indice FTSE Italia Small Cap.

## Storia
Fondata nel 1988 a Milano col nome di Inferentia, nel 2001 si fonde con DNM diventando Inferentia DNM, nel 2005 ha modificato la denominazione in FullSix, dal nome dell'agenzia francese di marketing relazionale con cui si è fusa.
Nel gennaio 2023 cambia denominazione sociale passando da Fullsix a Beewize.

## Principali azionisti

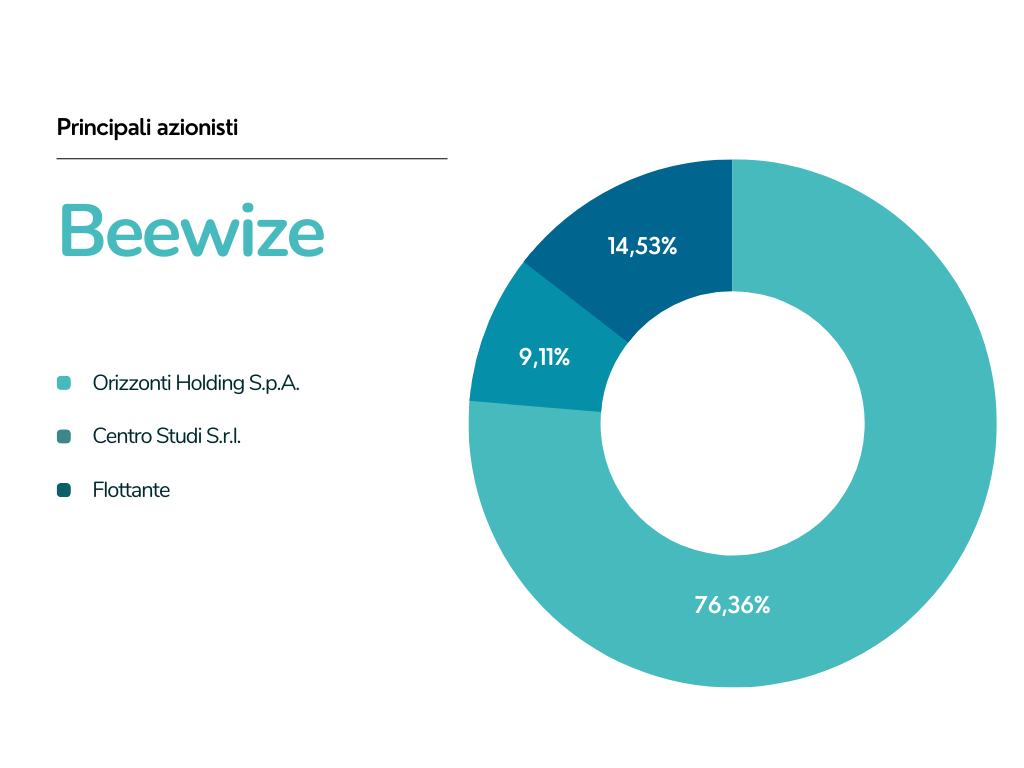
Principali azionisti al 21 dicembre 2022

Al Gennaio 2023 i principali azionisti sono: 

## Società controllate
A Gennaio 2023 Beewize S.p.A. controlla e/o partecipa le seguenti società:
- Orchestra S.r.l. - (80%) - società che offre servizi IoT tramite una piattaforma proprietaria
- Softec S.p.A. - (50,43%) -  società che opera nel settore dei servizi di digital innovation: Phygital Retail e Industry 4.0.